# Anisz Giri
Anisz Giri, ros. Аниш Гири (ur. 28 czerwca 1994 w Sankt Petersburgu) – nepalsko-rosyjski szachista, reprezentant Holandii od 2009, arcymistrz od 2009 roku.

## Kariera szachowa
Jego matka jest Rosjanką, a ojciec – Nepalczykiem. W szachy gra od 6. roku życia. Jest jednym z najbardziej utalentowanych szachistów młodego pokolenia, w styczniu 2009 podczas trwającego w Wijk aan Zee turnieju Corus–C wypełnił trzecią normę na tytuł arcymistrza (mając 14 lat, 7 miesięcy i 2 dni), co dawało mu wówczas miano najmłodszego arcymistrza na świecie.
Po raz pierwszy na liście rankingowej FIDE pojawił się 1 lipca 2005, z wynikiem 2112 punktów. W 2007 podzielił II m. (za Sananem Sjugirowem) w mistrzostwach Rosji juniorów do 14 lat oraz osiągnął ten sam rezultat w otwartym turnieju w Sankt Petersburgu (za Siergiejem Sołowiowem, wspólnie z m.in. Denisem Jewsiejewem). W 2008 zwyciężył w dwóch kolejnych turniejach open rozegranych w Sankt Petersburgu, podzielił również I m. w Hilversum (wspólnie z Micheilem Mczedliszwilim) oraz podzielił II m. w Wiedniu (za Sarunasem Sulskism, wspólnie z Borysem Czatałbaszewem), w obu tych turniejach wypełniają normy arcymistrzowskie. W 2009 podzielił II  m. w Wijk aan Zee (turniej Corus–C, za Wesleyem So, wspólnie z Tigerem Hillarpem Perssonem) i w Dieren (turniej Dutch Open, za Erwinem l'Amim, wspólnie z m.in. Janem Timmanem), zwyciężył również w indywidualnych mistrzostwa Holandii, rozegranych w Haaksbergen, a w nielicznie, ale silnie obsadzonym turnieju Unive Chess w Hoogeveen podzielił II m. (za Siergiejem Tiwiakowem, wspólnie z Wasylem Iwanczukiem, a przed Judit Polgár). W 2010 zwyciężył w turniejach Corus-B w Wijk aan Zee oraz  Sigeman & Co w Malmö, natomiast w Eindhoven zdobył tytuł wicemistrza kraju. W 2011 podzielił I m. w Malmö (turniej Sigeman & Co, wspólnie z Wesleyem So i Hansem Tikkanenem) oraz zdobył drugi w karierze złoty medal indywidualnych mistrzostw Holandii. Na przełomie 2011 i 2012 zwyciężył w cyklicznym turnieju w Reggio Emilia. W 2012 po raz trzeci zdobył tytuł mistrza kraju. W 2014 podzielił II m. (za Lewonem Aronianem, wspólnie z Siergiejem Kariakinem) w turnieju Tata Steel w Wijk aan Zee oraz podzielił I m. (wspólnie z Viswanathanem Anandem i Władimirem Kramnikiem) w turnieju London Chess Classic w Londynie. W 2015 podzielił II m. (za Magnusem Carlsenem, wspólnie z Maximem Vachier-Lagrave'em, Wesleyem So i Ding Lirenem) w turnieju Tata Steel.  W kwietniu 2017 roku Giri wygrał Reykjavik Open z wynikiem 8,5/10 pkt. Z drużyną Globus zdobył Klubowy Puchar Europy. W listopadzie 2018 wraz z Maximem Vachier-Lagrave'em i Ding Lirenem zajął pierwsze miejsce w 2. Pucharze Dute w Shenzhen. W marcu 2019 Giri wygrał 3. edycję Shenzhen Masters (Dute Cup), zajmując pierwsze miejsce z wynikiem 6,5/10 pkt. W dniach 12–14 czerwca 2020 roku wziął udział w MrDodgy Invitational. Udało mu się wywalczyć w tej imprezie pierwsze miejsce. We wrześniu 2021 roku wygrał turniej o Puchar Tołstoja organizowany przez Państwowe Muzeum-Osiedle Lwa Tołstoja „Jasna Polana” i Federację Szachową Rosji. Na mistrzostwach Holandii w 2023 roku zdobył swój piąty tytuł mistrzowski. W 2023 roku zwyciężył w turnieju Tata Steel.
Wielokrotnie reprezentował Holandię w turniejach drużynowych, m.in.:
- trzykrotnie na olimpiadach szachowych (w latach 2010, 2012, 2014); dwukrotny medalista: indywidualnie – dwukrotnie brązowy (2010 – na IV szachownicy, 2014 – na I szachownicy)[19],
- na drużynowych mistrzostwach świata (w roku 2013)[20],
- dwukrotnie na drużynowych mistrzostwach Europy (w latach 2011, 2013)[21].

Najwyższy ranking w dotychczasowej karierze osiągnął 1 października 2015, z wynikiem 2798 punktów zajmował wówczas 5. miejsce na światowej liście FIDE, jednocześnie zajmując 1. miejsce wśród holenderskich szachistów. Ponowne osiągnięcie tego rankingu w styczniu 2016 roku pozwoliło mu się uplasować na 3. pozycji listy FIDE.

## Inne
Anisz Giri zna pięć języków: rosyjski, angielski, japoński, niderlandzki (mieszka w Holandii) i nepalski.